# Barrage de Selevir
Le barrage de Selevir est un barrage de Turquie.

## Sources
- (en) www.dsi.gov.tr/tricold/selevir.htm Site de l'agence gouvernementale turque des travaux hydrauliques